# 阿爾默謝什蒂鄉
44°44′59″N 26°34′57″E / 44.74972°N 26.58250°E
阿爾默謝什蒂鄉（羅馬尼亞語：Comuna Armășești, Ialomița），是羅馬尼亞的鄉份，位於該國南部，由雅洛米察縣負責管轄，面積59平方公里，海拔高度63米，2007年人口2,725，人口密度每平方公里46人。